# Тенашъс Ди
„Tenacious D“ е сатирична рок група, съставена от музиканта/артист Джак Блек и музиканта Кайл Гас.

## История
„Tenacious D“ е формирана през 1994 година, когато нейни членове изпълняват акустично соло. Групата за пръв път става популярна през 1999 година, създавайки телевизионен сериал и спонсорирайки рок изпълнения. През 2001 те издават своя пръв албум, сингълът „Tribute“ е един от най-успешните, влизайки в чарт класациите. През 2006 те участват и правят песните (саундтрака) на филма „Tenacious D in The Pick of Destiny“. За да придадат по-голяма известност на филма, групата тръгва на световно турне.
Мнозина критици описват техния стил като вулгарен и ироничен, именно затова много от тях ги слагат в категорията „mock rock“. В техните песни се говори за музикални и сексуални преживявания, както и за приятелството и употребата на канабис по начин, който е близък до разказваческите текстове на рок-операта.

## Музикален стил

### Текстове и песни
Гас казва за музиката на групата: „Бих искал да правим праволинейна музика, но това противоречи на нашата мисия, която е да се противопоставяме на сериозните изпълнители и творци на текстове“. Песни като „Приятелство“ („Friendship“) иронизират липсата на приятелство в рок-групите: „Стига да имаме сделка с издателка компания, ние винаги ще сме приятели“ („As long as there's a record deal, we'll always be friends“), „Tenacious D“ също така използва техниката за вкарването на скрити послания в песента, когато тя се пусне отзад напред, това виждаме в „Карате“ („Karate“), тази техника е използвана от други метъл групи като Слейър.

### Творческо влияние
Блек казва, че първата песен, която му е харесала е на ABBA – „Take a Chance on Me“. Той казва, че са му повлияли групи като Dio, Black Sabbath, Мийт Лоуф и Боби Макферин. Гас споменава, че голяма роля са изиграли и „динозаврите на рока“ като Led Zeppelin.

## Дискография
- Tenacious D (2001)
- The Complete Master Works (2003)
- The Pick of Destiny (2006)
- Tenacious D – The Complete Master Works Part 2
- Rize of the Fenix Май 15, 2012 г.